# 소부자 2세

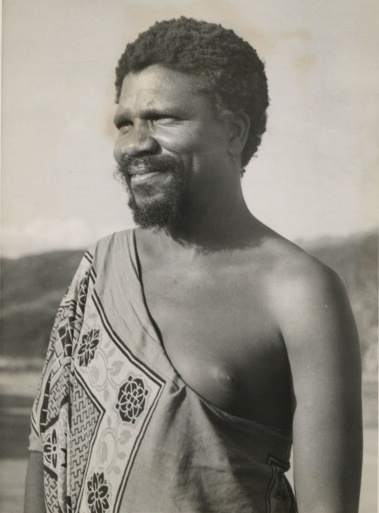
소부자 2세 (1945년)

소부자 2세(영어: Sobhuza II, 1899년 7월 22일 ~ 1982년 8월 21일)는 에스와티니(옛 이름 스와질란드)의 7대 국왕이다. 음스와티 3세의 아버지이며, 세계에서 가장 오래 재위한 군주로 알려져 있다.
에스와티니(옛 이름 스와질란드)의 음바바네에서 응과네 5세의 아들로 태어났다. 응과네 5세가 사망하면서 태어난 지 5개월도 안 된 1899년 12월 10일에 즉위하였다. 스와질란드와 남아프리카 연방에서 공부하였으며, 그가 미성년이던 때에는 할머니 라보치베니 음들룰리(Labotsibeni Mdluli)가 섭정하였으나, 1921년 12월 22일에 친정(親政)을 시작했다. 스와질란드가 영국으로부터 독립한 이후에는 영국식 헌법을 전부 전통적인 방식으로 바꾸었다.